# Bernhard Gstrein
Bernhard Gstrein (Vent, 19 de septiembre de 1965) es un deportista austríaco que compitió en esquí alpino.
Participó en tres Juegos Olímpicos de Invierno, entre los años 1988 y 1994, obteniendo una medalla de plata en Calgary 1988, en la prueba combinada, y el octavo lugar en Lillehammer 1994 (eslalon gigante).
En 1996 recibió la Condecoración de Honor de Plata de la Orden al Mérito de la República de Austria.

## Palmarés internacional
| Juegos Olímpicos | Juegos Olímpicos | Juegos Olímpicos | Juegos Olímpicos |
| Año              | Lugar            | Medalla          | Prueba           |
| ---------------- | ---------------- | ---------------- | ---------------- |
| 1988             | Calgary (Canadá) | Medalla de plata | Combinada        |